# Верхние Кибя-Кози
Верхние Кибя-Кози — село в Тюлячинском районе Татарстана. Административный центр Верхнекибякозинского сельского поселения.

## География
Находится на реке Макса, в 12 км к северо-западу от села Тюлячи.

## История
Основано в период Казанского ханства. В XVIII — первой половине XIX века жители относились к сословию государственных крестьян. Занимались земледелием, разведением скота, портняжным промыслом. 
По сведениям переписи 1897 года, в деревне Большие Верхние Кибяк-Кози (Юсупово) Лаишевского уезда Казанской губернии жили 1116 человек (483 мужчины и 633 женщины), из них 1106 мусульман.
В начале XX века здесь действовали мечеть, медресе, водяная мельница, крупообдирка, 4 бакалейные лавки. В этот период земельный надел сельской общины составлял 2285,1 десятины. До 1920 года село входило в Больше-Кибяк-Козинскую волость Лаишевского уезда Казанской губернии. С 1920 года в составе Лаишевского, с 1927 — Арского кантонов ТАССР. С 10.08.1930 в Сабинском, с 10.02.1935 в Тюлячинском, с 12.10.1959 в Сабинском, с 04.10.1991 в Тюлячинском районах.

## Население
| 1859 | 1897 | 1908 | 1926 | 1938 | 1949 | 1958 | 1970 | 1979 | 1989 | 2000 |
| ---- | ---- | ---- | ---- | ---- | ---- | ---- | ---- | ---- | ---- | ---- |
| 628  | 1116 | 927  | 946  | 943  | 746  | 715  | 726  | 577  | 434  | 422  |

Национальный состав села — татары.

## Экономика
Полеводство, молочное скотоводство. 

## Инфраструктура
Средняя школа, дом культуры, библиотека. 

## Религия
Мечеть.